# 12-й уланський полк (Австро-Угорщина)
11-й уланський полк — кавалерійський полк цісарсько-королівської кавалерії Австро-Угорщини.
Повна назва: K.u.k. Ungarisches (croatisch-slavonisches) Ulanen-Regiment «Graf Huyn» Nr. 12
Дата заснування — 1854 рік. Перша назва — 12-й полк уланів.
Почесний шеф — граф К. фон Гуйн.

## Історія полку
- З 1915 року без імені патрона в назві полку

## Особовий склад полку
Національний склад (1914 рік) — 81 % хорватів/сербів та 19 % інших.
Мова полку (1914) — хорватська.
Набір рекрутів (1914 рік) — у місті Загреб.

## Дислокація полку
| I. | II. |
| --- | --- |
| - 1854 Аустерліц - 1855 Відень - 1856 Баден-Хімберг (поблизу Відня) - 1857-59 Мілан - 1859 Падуя - 1863 Порденоне - 1864 Сачиле (поблизу Порденоне) - 1865-66 Удіне - 1866 Кронштадт | - 1871 Марія-Терезіополь= - 1878 Пожега - 1879 Аґрам - 1880 Клагенфурт - 1892 Осієк - 1894 Секешфегервар - 1903 Штаб і 2-й дивізіон — Секешфегервар, а І дивізіон — у Тольні: - 1912 Штаб: Вараждин, 1-й дивізіон — Аґрам (тепер Загреб), 2-й — у місті Чаковец (тепер теж Хорватія) |

- 1914 Штаб — Вараждин; 1-й дивізіон і 4-й ескадрон — у Аґрамі; 5-й і 6-й ескадрони — у місті Чаковец, 1-й ескадрон — у Сараєво.
- 1914 рік — 10-й армійський корпус, 10-та кавалерійська дивізія, 8-ма бригада кавалерії[3].

## Командири полку
- 1859: Карл Штурмфедер[4]
- 1865: Фрідріх Беррес фон Перес[5]
- 1879: Себатіан Цвакон[6]
- 1914: Йоханн Поллет фон Поллтхайм[7]